# Collège Saint-Joseph de Lille
Le collège Saint-Joseph est une ancienne institution jésuite d'enseignement secondaire catholique pour garçons avec externat et internat, sise à Lille dans le Nord. Fondé par les jésuites en 1876, le collège préparait au baccalauréat suivant un parcours classique d'humanités gréco-latines. Des classes préparatoires aux grandes écoles étaient ouvertes avec une classe de « mathélem » réputée. 
Le collège Saint-Joseph a cessé d'exister en tant que tel quatre-vingt-douze ans plus tard en juin 1968 pour constituer le Centre Scolaire Saint-Paul avec deux autres écoles lilloises, l'Institution pour garçons Jeanne d'Arc et l'Institution pour filles des Sœurs du Sacré-Cœur. Cet ensemble est désormais un établissement mixte pour filles et garçons.
Le bâtiment sert aujourd'hui au collège Saint-Paul.

## Historique
Les jésuites sont arrivés à Lille en 1562 et construisent un collège (leur ancienne chapelle est aujourd'hui l'église Saint-Étienne de Lille). Les jésuites sont expulsés du royaume de France en 1765, puis la Compagnie de Jésus est dissoute. Il faut donc attendre un peu plus d'un siècle pour leur retour à Lille.
Le nouveau collège des jésuites, situé rue Solférino, est placé sous la protection de saint Joseph. L'architecte de l'ensemble est Auguste Mourcou, auteur de nombreux projets à Lille et dans la région, dont l'hôpital Sainte-Eugénie de Lille. Les élèves du collège Saint-Joseph portent au début un uniforme.
 La chapelle du collège est construite en 1886-1887*.
L'établissement scolaire est agrandi en 1964 avec un bâtiment moderne construit en enfilade donnant sur la rue Solférino et le boulevard Vauban. Le nouveau bâtiment est béni par Mgr Fabre, directeur de l'enseignement diocésain, en présence de nombreuses personnalités, dont le R.P. Dubromelle sj, directeur de l'établissement. Le collège cesse d'exister en tant que tel en 1968.
Le bâtiment sert aujourd'hui au collège Saint-Paul.
- * Démolie début 2021

## Personnalités

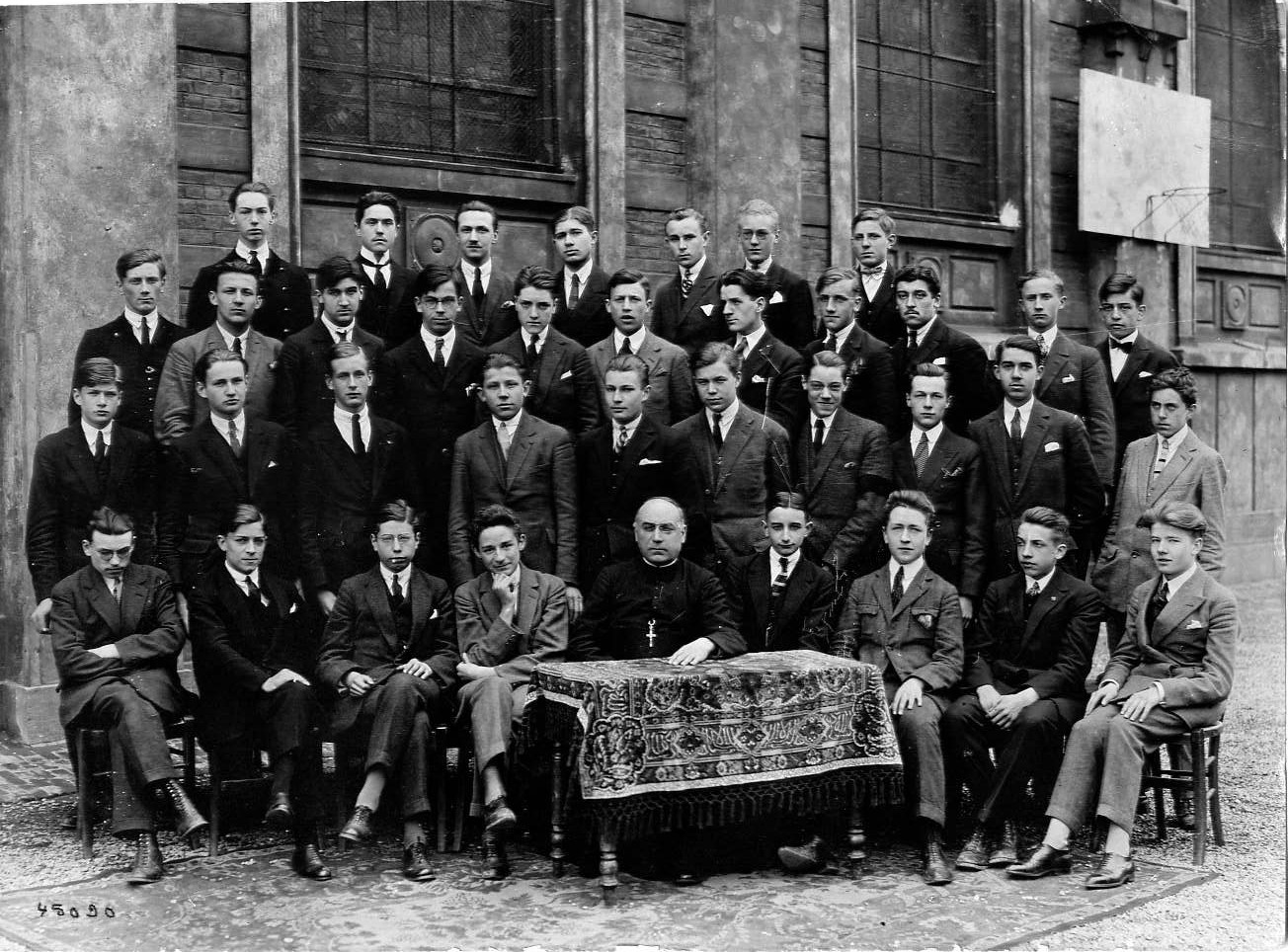
Classe de terminale en 1925, avec Antoine Bonte (assis au premier rang, deuxième à partir de la droite).

Parmi les anciens élèves du collège on compte :
- Jean Baltus (1880-1946), peintre
- François Bigo (1912-1944), aumônier, compagnon de la Libération
- Antoine Bonte (1908-1995), géologue
- Yvon Chotard (1921-1998), éditeur et syndicaliste patronal
- Guy Deroubaix (1927-1996), évêque de Saint-Denis
- Pierre Dubreuil (1872-1944), photographe
- Michel d'Herbigny (1880-1957), jésuite, évêque clandestin en Russie
- Jacques Jourquin (1935-), éditeur et historien[4]
- Henri Lécroart (1864-1939), jésuite, évêque et missionnaire en Chine
- Achille Liénart (1884-1973), évêque de Lille et cardinal
- Edmond Marin la Meslée (1912-1945), officier et aviateur
- Geoffroy de Montalembert (1898-1993), député et sénateur
- Hippolyte-Alphonse Pénet (1867-1953), général de division
- Henri Philippe (1912-2006), en religion Marie-Dominique Philippe, dominicain
- Jean Philippe (1905-1993), en religion Thomas Philippe, dominicain
- Guillaume des Rotours (1888-1970), député et sénateur
- Robert des Rotours (1891-1980), sinologue
- Norbert Ségard (1922-1981), physicien et homme politique